# Grande incendio di Londra
Il grande incendio di Londra fu un incendio che si propagò nella Città di Londra dal 2 al 6 settembre 1666 (12-16 settembre, secondo il calendario gregoriano), distruggendola in gran parte. Prima di allora la stessa definizione di "grande incendio" fu utilizzata per un altro grande incendio che nel 1212 aveva distrutto una gran parte della città.
L'incendio del 1666 fu una delle più grandi calamità nella storia di Londra. Distrusse 13.200 abitazioni, 87 chiese parrocchiali, 6 cappelle, 44 Company Hall, la Royal Exchange, la dogana, la cattedrale di Saint Paul, la Guildhall, il Castello di Baynard, il Bridewell Palace e altre prigioni cittadine, la Session House, quattro ponti sul Tamigi e sul Fleet, e tre porte della città. Il numero di vite perse nell'incendio è ignoto.
L'incendio ebbe profonde conseguenze sulla storia di Londra, anche dal punto di vista sanitario poiché per effetto della morte dei ratti che ne propagavano l'epidemia determinò la fine della grande peste di Londra. Enormi furono le conseguenze anche sull'urbanistica della città, ridisegnata per intero a opera di Christopher Wren, Robert Hooke, e Samuel Pepys per volere di Carlo II d'Inghilterra.
Preziose testimonianze sull'aspetto di Londra prima dell'incendio ci sono state tramandate dall'incisore ceco Wenceslaus Hollar.

## Le cause

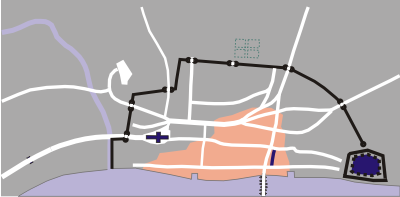
Il propagarsi dell'incendio nella giornata di Lunedì (secondo giorno).

L'incendio scoppiò il mattino di una domenica del settembre 1666 nella casa di Thomas Farrinor (scritto anche Farriner, Fraynor, Farryner, o Farynor) a Pudding Lane. Farrinor era un fornaio del re Carlo II e probabilmente l'incendio scoppiò perché Farrinor non spense il forno prima di andare a dormire. Poco dopo la mezzanotte sarebbero stati alcuni tizzoni ardenti a dar fuoco a legna nelle vicinanze. Farrinor riuscì a scappare dall'edificio in fiamme uscendo da una finestra del piano superiore insieme alla famiglia. La sua domestica invece non riuscì a fuggire e fu la prima vittima a morire.
Nel giro di un'ora dall'inizio dell'incendio, il lord sindaco della City di Londra, sir Thomas Bloodworth, fu svegliato dalla notizia. Non ne fu impressionato, infatti dichiarò: "una donna potrebbe estinguerlo con una pisciata".
Molti degli edifici di Londra all'epoca erano costruiti con materiali combustibili, ma ben resistenti al fuoco, come il legno strutturale, a cui però venivano accostati altri materiali altamente infiammabili, come la paglia. Le scintille che partirono dal negozio del fornaio ricaddero sulle costruzioni adiacenti. Una volta innescato, l'incendio cominciò a diffondersi sotto la spinta di un fortissimo vento. La diffusione del fuoco fu aiutata anche dal fatto che gli edifici erano costruiti troppo vicini l'uno all'altro, con solo stretti vicoli tra loro.
Secondo una fonte contemporanea:

## L'azione delle autorità
Nel 1666 Londra andava appena riprendendosi dalla peggiore pestilenza della sua storia (dopo quella del 1349-1350 e denominata Peste nera) ed anche questo influì in maniera negativa sul propagarsi dell'incendio poiché per causa della morte o paura della peste, molte case erano disabitate e pochi i possibili volontari in grado di accorrere.
La procedura standard all'epoca per fermare la diffusione del fuoco consisteva nell'abbattere le case antistanti alle fiamme per creare "fasce tagliafuoco" che privassero l'incendio dal materiale combustibile, ma ciò non fu possibile per la condotta del Lord Sindaco che, preoccupato dai costi di ricostruzione, fu titubante nell'ordinare l'abbattimento.
Il sindaco Lord Thomas Bloodworth fece la scelta sbagliata, affidando il compito di spegnere le fiamme a squadre di emergenza al soldo di alcuni uomini benestanti di Londra ma questi possedevano molte proprietà nella città ed erano disposti a chiudere un occhio per far divampare le fiamme verso i magazzini e le proprietà di altri nobili loro concorrenti, così le squadre furono inviate a demolire le case, ma spesso le macerie erano troppe per essere sgomberate prima dell'arrivo del fuoco ed in alcuni casi s'incendiavano prima di essere rimosse facilitandone la diffusione. 

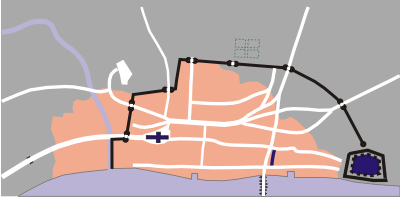
Mappa della città di Londra con in nero le mura ed in rosa l'approssimarsi delle zone bruciate.

Il fuoco divampò incontrollato per tre giorni arrestandosi nei pressi di Temple Church ma proseguendo verso Westminster. Il duca di York (poi re Giacomo II d'Inghilterra), ebbe la presenza di spirito di ordinare la demolizione della Biblioteca (Paper House) per bloccare le fiamme.
Solo nella giornata di mercoledì (il quarto giorno) il sistema di circoscrizione delle fiamme riuscì a bloccarne la diffusione, quando l'area distrutta andava da Whitehall ad ovest fino alla Torre di Londra ad est.

## Distruzione

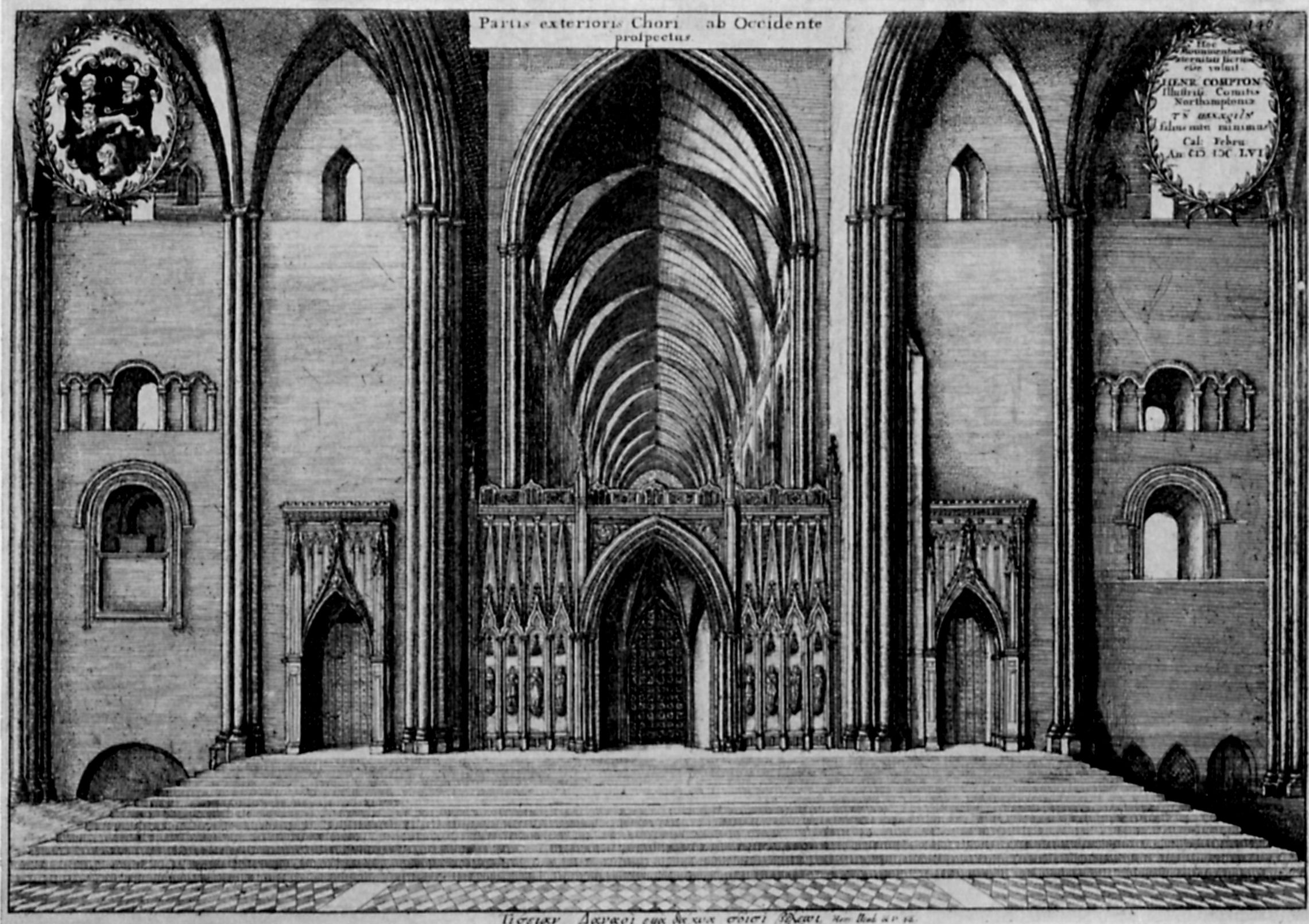
La cattedrale di San Paolo nel 1656, prima del rogo (incisione di Wenceslaus Hollar)

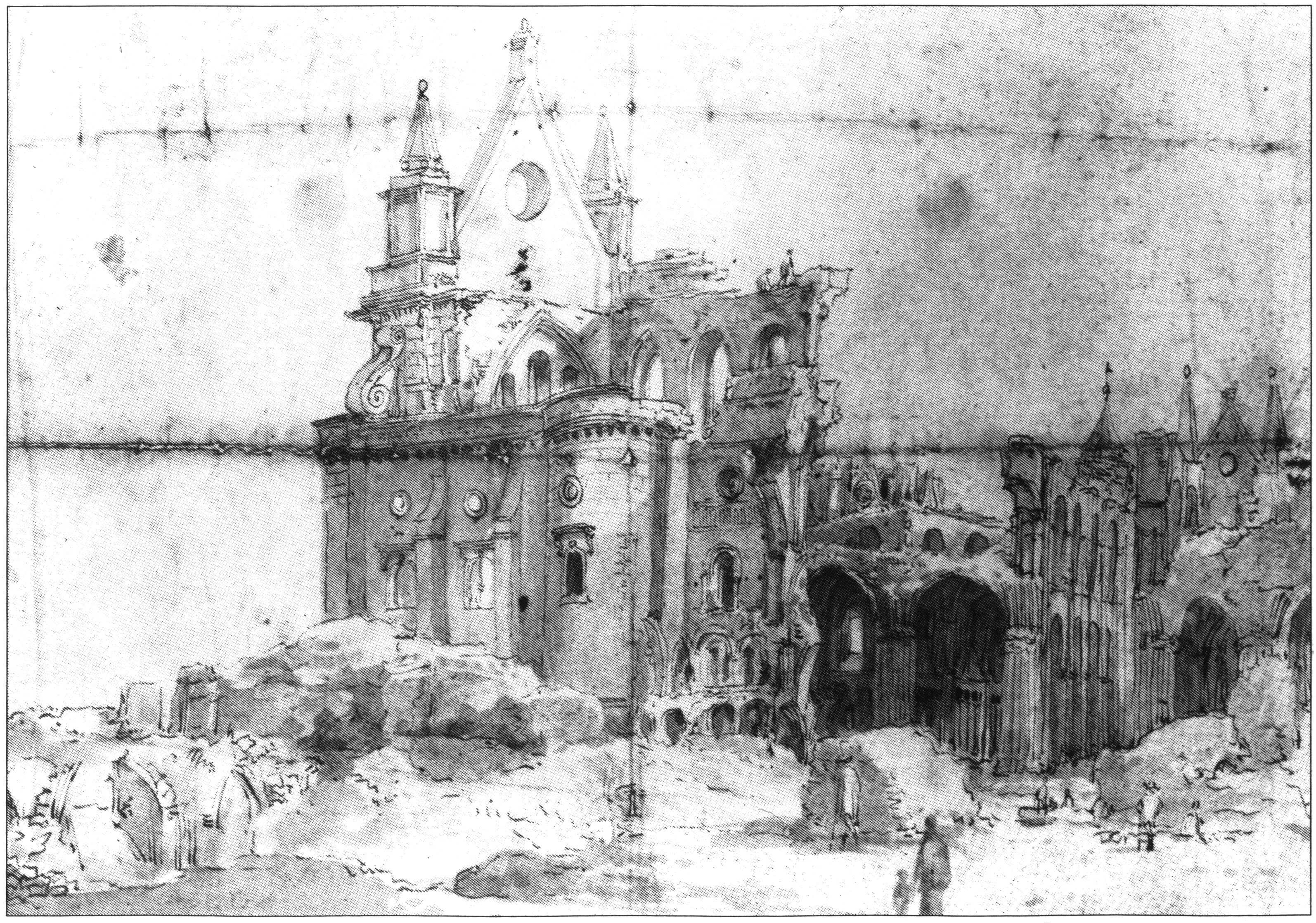
Thomas Wyck: rovine della cattedrale di San Paolo

Circa 430 ettari, ben l'80% della città, andarono distrutti: 13.200 case e 87 chiese, tra cui la cattedrale di San Paolo. Mentre solo 9–16 persone vennero riportate come morte nell'incendio, lo scrittore Neil Hanson (The Dreadful Judgement) crede che il vero numero sia nell'ordine delle centinaia o delle migliaia. Hanson ritiene che gran parte delle vittime furono persone povere, i cui corpi vennero cremati dal calore intenso dell'incendio, e quindi i loro resti non vennero mai ritrovati. Questa ipotesi resta comunque controversa.
Si ritiene che la furia distruttrice di questo incendio non sia mai stata superata al mondo da un incendio accidentale. All'interno delle mura esso consumò quasi cinque sesti dell'intera città e fuori dal perimetro delle mura colpì uno spazio esteso quasi quanto la sesta parte, che non fu toccata dal fuoco all'interno. Praticamente nessun edificio che venne a contatto col fuoco rimase in piedi. Edifici pubblici, chiese e abitazioni vennero accomunate da un unico destino.
Nel resoconto sommario di questa grande devastazione, dato in una delle iscrizioni sul monumento, e che venne estratto dai rapporti dei periti nominati dopo l'incendio, si dichiara che:
Il valore delle immense proprietà distrutte non può essere stimato in meno di dieci milioni di sterline. Da tutta la confusione e dai maggiori pericoli che derivarono dall'incendio, sembra che non più di sei persone persero la loro vita. Per quanto distruttive fossero state le conseguenze immediate dell'incendio, dei suoi effetti beneficiarono le generazioni successive. Esso debellò completamente la Grande peste di Londra, che era costata la vita a circa 100.000 persone. Gran parte delle strutture pubbliche, la regolarità e bellezza delle strade e la grande salubrità ed estrema pulizia di gran parte della città di Londra, sono dovute a questo evento.
(Mr. Malcom, in Anecdotes of the Manners and Customs of London in the Eighteenth Century (vol. ii. p. 378))
Le strade di Londra devono essere state pericolosamente buie durante le notti invernali, prima che venisse incendiata; lanterne con candele erano sparse con moderazione, né la luce era meglio distribuita, anche nelle strade nuove, prima del XVIII secolo. Le lampade globulari vennero introdotte da Michael Cole, che ottenne un brevetto nel luglio 1708.
Concludiamo l'illustrazione di questo giorno con una opinione singolare dell'autore appena citato. Parlando dell'incendio di Londra disse:

## Conseguenze
Dopo l'incendio, iniziò a girare voce per cui questo faceva parte di un complotto cattolico. Un orologiaio francese squilibrato, di nome Robert "Lucky" Hubert, confessò di essere un agente del Papa e di aver appiccato il fuoco a Westminster. In seguito cambiò la sua storia dicendo di averlo appiccato nel forno di Pudding Lane. Venne condannato, nonostante le prove evidenti che lo scagionavano, e venne impiccato a Tyburn il 28 settembre.
Due commissioni, entrambe di tre membri, furono incaricate di ricostruire la città dopo l'incendio: una, nominata dal Re, comprendeva Christopher Wren, l'altra, nominata dalle autorità cittadine, includeva Robert Hooke. Wren e Hooke ebbero la parte principale nell'opera di ricostruzione sia per il loro ruolo pubblico che come architetti privati. Il progetto originale prevedeva di ricostruire la città in mattoni e pietra, con pianta a griglia e con viali e piazze in stile "nord-continentale", ma poiché le fondazioni di molti edifici erano sopravvissute, le dispute legali sulla proprietà del terreno posero fine all'idea della griglia. A partire dal 1667 il Parlamento raccolse fondi per la ricostruzione tassando il carbone e la città venne riedificata sul piano stradale esistente, ma in mattoni e pietra e con un migliore sistema fognario e viario. Questa è la ragione principale per cui Londra oggi è una città moderna che mantiene un disegno medievale delle strade. Christopher Wren e Robert Hooke ricostruirono anche la Cattedrale di San Paolo 11 anni dopo l'incendio.
Vennero apprese lezioni sulla prevenzione degli incendi, e quando l'attuale Globe Theatre venne inaugurato nel 1997, fu il primo edificio di Londra con un tetto in paglia dall'epoca dell'incendio.

## Impatto culturale

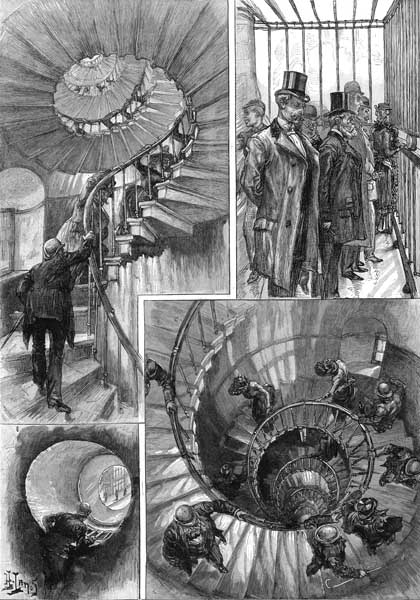
Visita al Monumento in un'illustrazione del 1891

Il Monumento al grande incendio di Londra, noto semplicemente come The Monument, venne progettato da Wren e Robert Hooke. È posto vicino al luogo dove iniziò l'incendio, vicino all'estremità nord del London Bridge. L'angolo tra Giltspur Street e Cock Lane, dove finì l'incendio, è noto come Pye Corner, ed è segnato da una piccola statua dorata nota come Fat Boy (Ragazzo grasso) o Ragazzo dorato di Pye Corner, probabilmente un riferimento ad una teoria esposta da un predicatore anticonformista che disse:
John Dryden commemorò l'incendio nel suo poema del 1667, Annus Mirabilis. Dryden, nel suo poema, lavorò per reagire alla paranoia circa le cause dell'incendio e propose che il fuoco fosse stato parte di un anno di miracoli, piuttosto che di uno di disastri. Il fatto che Carlo stesse già progettando di ricostruire una città gloriosa sopra le ceneri e il fatto che vennero riportate così poche vittime, per Dryden, era segno del favore divino, piuttosto che della maledizione.
Dal Diario di Samuel Pepys:
Nella serie animata per bambini Sam il pompiere, il protagonista esclama «Per il grande incendio di Londra» ogni volta che si trova a dover affrontare una situazione d'emergenza.
Nell'episodio di Doctor Who "The Visitation" del 1982, dei Terileptil visitano la Londra del XVII secolo durante gli ultimi giorni della Grande Peste del 1665, e provocano un'esplosione a Pudding Lane durante uno scontro con il Quinto Dottore, che si rivela essere la vera fonte del Grande Incendio.